# 扭霍香
扭霍香（学名：Lophanthus chinensis）为唇形科扭藿香属下的一个种。